# The Fairylogue and Radio-Plays

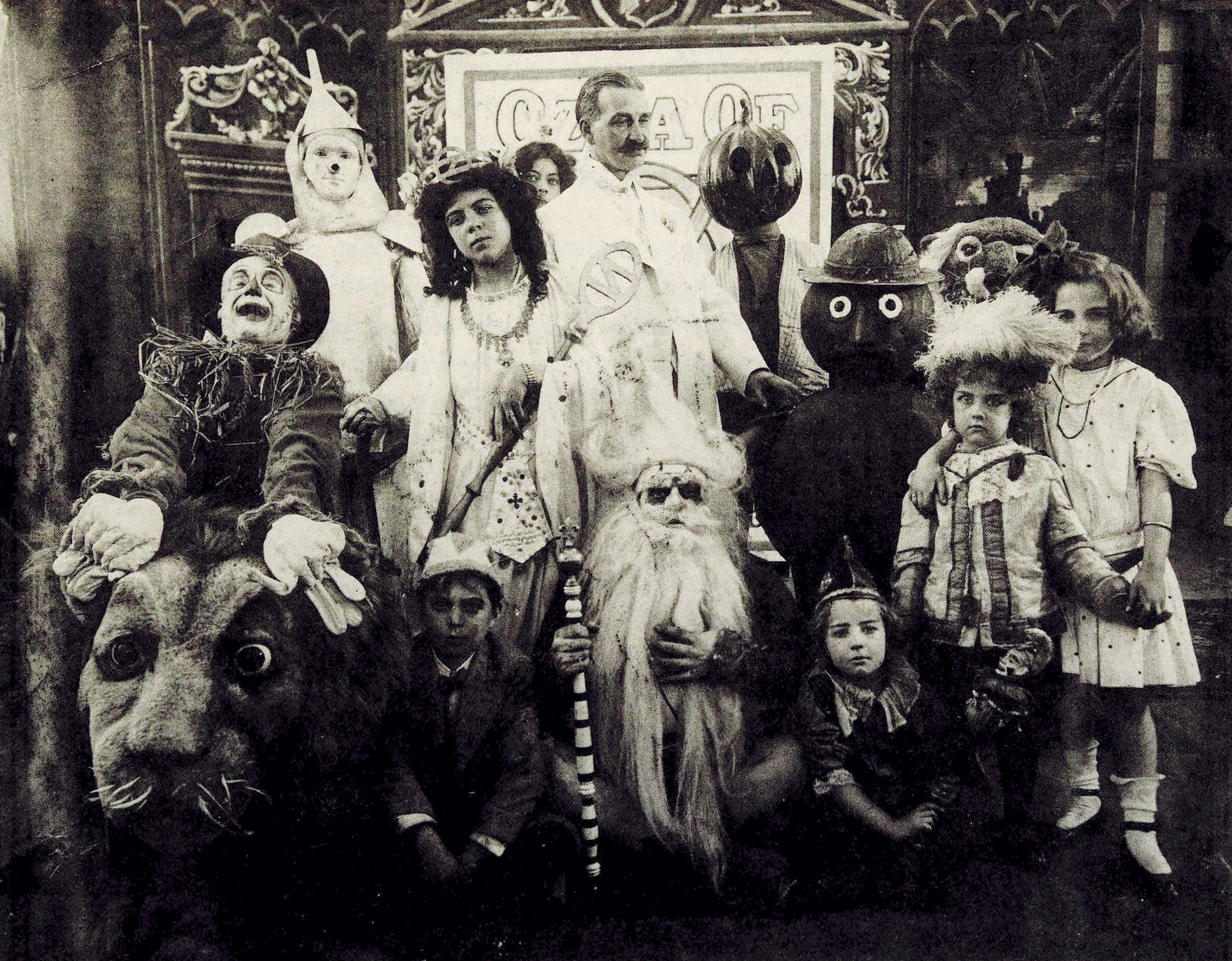
L. Frank Baum entouré des personnages de The Fairylogue and Radio-Plays, 1908

The Fairylogue and Radio-Plays est un film muet américain réalisé par Francis Boggs et Otis Turner, sorti en 1908.

## Fiche technique
- Réalisation : Francis Boggs, Otis Turner
- Scénario : Otis Turner, L. Frank Baum, d'après les romans The Wonderful Wizard of Oz, The Marvelous Land of Oz, John Dough and the Cherub et Ozma of Oz
- Producteurs : Otis Turner, L. Frank Baum
- Musique : Nathaniel D. Mann
- Décors : E. Pollack
- Costumes : Fritz Schultz
- Date de sortie :
  - États-Unis : 24 septembre 1908

## Synopsis
Adaptation du Magicien d'Oz.

## Distribution
- L. Frank Baum : le Magicien d'Oz
- Frank Burns : Sa Majesté l'épouvantail / Para Bruin - l'ours en caoutchouc
- George E. Wilson : Nick Chopper - Tin Woodman / le lapin blanc
- Wallace Illington : Tik-Tok - l'homme-machine
- Bronson Ward Jr. : Jack Pumpkinhead
- Paul de Dupont : roi de Nome
- Will Morrison : Tip
- Clarence Nearing : prince Evring d'Ev
- Sam 'Smiling' Jones : le Magicien
- Joseph Schrode : le Lion poltron / John Dough, l'homme pain d'épice
- Burns Wantling : le Tigre affamé
- Delilah Leitzell : Ozma
- Gladys Walton